# Ентоні Лапалья
Ентоні Лапалья (англ. Anthony LaPaglia; 31 січня 1959) — австралійський актор.

## Життєпис
Ентоні Лапалья народився 31 січня 1959 року в місті Аделаїда, Австралія. Батько, Едді Лапалья, був італійцем, працював автомеханіком і автомобільним дилером. Мати, Марія Йоханнес Брендель, голландка за походженням, працювала секретарем. Молодший брат, Джонатан, також став актором, інший брат, Майкл, займався оптовими продажами автомобілів у Лос-Анджелесі. Навчався в коледжі Rostrevor. Ще підлітком вступив до південно-австралійського кастингового агентства «S.A. Castings». Тут він повинен був протягом двох з половиною років пройти спеціальний курс. Але провчившись півтора року, кинув все і переїхав до Нью-Йорка, де почав грати в театрі.
З 1985 року почав виконувати не великі ролі у серіалах «Дивовижні історії», «Приватний детектив Магнум», «Зона сутінків», «Закон для всіх», «Байки зі склепу». Знімався у фільмах «Нітті-гангстер» (1988), «Клієнт» (1994), «Фенікс» (1998), «Осінь у Нью-Йорку» (2000), «Аналізуй те» (2002).
У 1998 році здобув премію «Тоні» як найкращий актор у бродвейській п'єсі «Вид з мосту». У 2002 році, за роль Саймона Муна в телесеріалі «Фрейзер», здобув премію «Еммі». У 2004 році, за роль Джека Мелоуна в кримінальному телесеріалі «Без сліду» (2002–2009), отримав премію «Золотий глобус».
Він є співвласником австралійського футбольного клубу під назвою Sydney FC

## Особисте життя
Лапалья одружений з 1998 року на австралійській актрисі Гії Карідес. У них є дочка Бріджит (2003).

## Фільмографія

### Актор
| Рік       |    | Українська назва                     | Оригінальна назва                             | Роль                           |
| --------- | -- | ------------------------------------ | --------------------------------------------- | ------------------------------ |
| 1985      | с  | Дивовижні історії                    | Amazing Stories                               | механік 2                      |
| 1986      | с  | Приватний детектив Магнум            | Magnum, P.I.                                  | Альберт Стенлі Гіггінс         |
| 1986      | с  | Зона сутінків                        | The Twilight Zone                             | панк 1                         |
| 1986      | с  | Мисливець Джон                       | Trapper John, M.D.                            | Грейм                          |
| 1987      | с  | Мисливець                            | Hunter                                        | детектив Расселл Вудвард       |
| 1987      | ф  | Холодна сталь                        | Cold Steel                                    | Спукі                          |
| 1988      | тф | Нітті-гангстер                       | Frank Nitti: The Enforcer                     | Френк Нітті                    |
| 1988      | тф | Поліцейська історія: Гладіатор школи | Police Story: Gladiator School                | сержант Петреллі               |
| 1988      | с  | Зрівнювач                            | The Equalizer                                 | агент 1                        |
| 1989      | с  | Людина на ім'я «Яструб»              | A Man Called Hawk                             | Джессі                         |
| 1989      | с  | Гідеон Олівер                        | Gideon Oliver                                 | Раскін                         |
| 1989      | с  | Гардбол                              | Hardball                                      |                                |
| 1989      | ф  | Раби Нью-Йорка                       | Slaves of New York                            | Генрі                          |
| 1989      | ф  | Смертні гріхи                        | Mortal Sins                                   | Віто                           |
| 1990      | ф  | Весілля Бетсі                        | Betsy's Wedding                               | Стіві Ді                       |
| 1990      | тф | Кримінальне правосуддя               | Criminal Justice                              | Девід Ріндел                   |
| 1990      | с  | Таємниці батька Даулінга             | Father Dowling Mysteries                      | Пол Дамон                      |
| 1990      | с  | Закон для всіх                       | Equal Justice                                 | Джордж Гріффін                 |
| 1991      | с  | Байки зі склепу                      | Tales from the Crypt                          | Абель                          |
| 1991      | ф  | Він сказав, вона сказала             | He Said, She Said                             | Марк                           |
| 1991      | ф  | Правосуддя одинака                   | One Good Cop                                  | Стіві Дірома                   |
| 1991      | ф  | 29-а вулиця                          | 29th Street                                   | Френк Пеше молодший            |
| 1991      | тф | Братство                             | The Brotherhood                               | брат Сальваторе                |
| 1991      | тф | Зберігач міста                       | Keeper of the City                            | Вінс Бенедетто                 |
| 1992      | тф | Чорна магія                          | Black Magic                                   | Росс Гейдж                     |
| 1992      | ф  | Шепоти в ночі                        | Whispers in the Dark                          | Ларрі Моргенстегн              |
| 1992      | ф  | Кров невинних                        | Innocent Blood                                | Джо Дженнаро                   |
| 1993      | ф  | Я одружився з вбивцею з сокирою      | So I Married an Axe Murderer                  | Тоні Джиардіано                |
| 1993      | ф  | Сторож                               | The Custodian                                 | детектив Джеймс Квінлан        |
| 1994      | ф  | Кілер                                | Killer                                        | Майк                           |
| 1994      | тф | Минулий час                          | Past Tense                                    | Ларрі Талберт                  |
| 1994      | ф  | Клієнт                               | The Client                                    | Баррі Мулдано                  |
| 1994      | ф  | Щасливий перелом                     | Lucky Break                                   | Едді Мерсер                    |
| 1994      | ф  | Абсолютно пришелепкуватий            | Mixed Nuts                                    | Фелікс                         |
| 1995      | ф  | Людина-хамелеон                      | Chameleon                                     | Віллі Серлінг                  |
| 1995      | ф  | Магазин «Імперія»                    | Empire Records                                | Джо Рівес                      |
| 1996      | ф  | Істина у вині                        | Trees Lounge                                  | Роб                            |
| 1996      | ф  | Блискуча брехня                      | Brilliant Lies                                | Гері Фітцжеральд               |
| 1996—1997 | с  | Одне вбивство                        | Murder One                                    | Джиммі Вайлер                  |
| 1996      | тф | Ніколи не здавайся: Історія Джиммі В | Never Give Up: The Jimmy V Story              | Джим Вальвано                  |
| 1997      | тф |                                      | The Garden of Redemption                      | Дон Паоло Монтале              |
| 1997      | тф |                                      | Murder One: Diary of a Serial Killer          | Джиммі Вайлер                  |
| 1997      | ф  | Заповіді                             | Commandments                                  | Гаррі Люсе                     |
| 1998      | ф  | Фенікс                               | Phoenix                                       | Майк Геншу                     |
| 1998      | ф  |                                      | The Repair Shop                               |                                |
| 1998      | ф  |                                      | Mob Law: A Film Portrait of Oscar Goodman     | оповідач                       |
| 1999      | ф  | Літо Сема                            | Summer of Sam                                 | детектив Лу Петрочеллі         |
| 1999      | ф  | Солодкий та бридкий                  | Sweet and Lowdown                             | Аль Торріо                     |
| 1999      | тф | Хрещений Ланскі                      | Lansky                                        | Чарльз «Лакі» Лучано           |
| 1999      | тф | Чорне і синє                         | Black and Blue                                | Боббі Бенедетто                |
| 2000      | с  | Гетеросексуальний, Огайо             | Normal, Ohio                                  | Девід Ле Тур                   |
| 2000—2004 | с  | Фрейзер                              | Frasier                                       | Саймон Мун                     |
| 2000      | ф  | Свій хлопець                         | Company Man                                   | Фідель Кастро                  |
| 2000      | ф  | Тінейджер року                       | Looking for Alibrandi                         | Майкл Андретті                 |
| 2000      | ф  | Обитель радості                      | The House of Mirth                            | Сім Роуздейл                   |
| 2000      | ф  | Осінь у Нью-Йорку                    | Autumn in New York                            | Джон                           |
| 2001      | ф  | Джек — пес                           | Jack the Dog                                  | адвокат Джека                  |
| 2001      | ф  | Лантана                              | Lantana                                       | детектив Леон Зат              |
| 2001      | ф  | Банк                                 | The Bank                                      | Саймон                         |
| 2001      | тф | За огорожею                          | On the Edge                                   | доктор Маас                    |
| 2002—2009 | с  | Без сліду                            | Without a Trace                               | Джек Малоун                    |
| 2002      | ф  | Море Солтона                         | The Salton Sea                                | Аль Гарсетті                   |
| 2002      | ф  | Проклятий шлях                       | Road to Perdition                             | Аль Капоне                     |
| 2002      | ф  | По той бік закону                    | Dead Heat                                     | Рей                            |
| 2002      | ф  | Я з Люсі                             | I'm with Lucy                                 | Боббі Стейлі                   |
| 2002      | ф  | Хлопці                               | The Guys                                      | Нік                            |
| 2002      | ф  | Аналізуй те                          | Analyze That                                  | Ентоні Белла                   |
| 2003      | ф  |                                      | Manhood                                       | адвокат Джека                  |
| 2003      | ф  | Щаслива година                       | Happy Hour                                    | Таллі                          |
| 2003      | ф  | Проект «Єльцин»                      | Spinning Boris                                | Дік Дресне                     |
| 2004      | ф  | Зимове сонцестояння                  | Winter Solstice                               | Джим Вінтерс                   |
| 2006      | ф  | Архітектор                           | The Architect                                 | Лео Вотерс                     |
| 2006      | ф  | Зіграно                              | Played                                        | детектив Драммонд              |
| 2006      | вг | Happy Feet                           | Happy Fee                                     | Бос Скуа                       |
| 2006      | мф | Веселі ніжки                         | Happy Feet                                    | Бос Скуа                       |
| 2007      | с  | CSI: Місце злочину                   | CSI: Crime Scene Investigation                | Джек Малоун                    |
| 2008      | с  |                                      | Tellement vrai                                |                                |
| 2008      | ф  | 9,99 доларів                         | $9.99                                         | Джим Пек                       |
| 2009      | ф  | Балібо                               | Balibo                                        | Роджер Іст                     |
| 2010      | мф | Легенди нічної варти                 | Legend of the Guardians: The Owls of Ga'Hoole | Присмерк                       |
| 2011      | мф | Надновий Супермен                    | All-Star Superman                             | Лекс Лютор                     |
| 2011      | мф | Веселі ніжки 2                       | Happy Feet Two                                | Альфа Скуа                     |
| 2011      | кф |                                      | The Ride                                      | водій                          |
| 2011      | кф |                                      | In Loco Parentis                              | тато                           |
| 2012      | тф | Американські реалії                  | Americana                                     | Роберт Солтер                  |
| 2012      | ф  | Напередодні ввечері                  | Overnight                                     | Туллі                          |
| 2012      | ф  | Псих                                 | Mental                                        | Баррі                          |
| 2012      | ф  | Історія Джуліана Ассанжа             | Underground: The Julian Assange Story         | детектив Кен Робертс           |
| 2013      | ф  | Божевільний вид любові               | Crazy Kind of Love                            | Корді Іріш                     |
| 2013      | тф | Бумеранг                             | Boomerang                                     | Білл Гамільтон                 |
| 2014      | тф | Червона зона                         | Red Zone                                      |                                |
| 2014      | ф  | Щасливий шлюб                        | A Good Marriage                               | Боб Андерсон                   |
| 2014      | ф  | Біг Стоун Геп                        | Big Stone Gap                                 | Спек Броадвотер                |
| 2015      | ф  | Шоу Ейхмана                          | The Eichmann Show                             | Лео Гурвітц                    |
| 2015      | ф  |                                      | This Isn't Funny                              | Майк                           |
| 2015      | ф  |                                      | Holding the Man                               | Боб Калео                      |
| 2015      | ф  |                                      | A Month of Sundays                            | Френк Моллард                  |
| 2015      | ф  |                                      | Newcomer                                      | Деніел                         |
| 2016      | ф  |                                      | The Assignment                                | Honest John                    |
| 2016      | с  | Код                                  | The Code                                      | Єн Рот (6 епізодів)            |
| 2016      | с  |                                      | Swedish Dicks                                 | Джек (1 епізод)                |
| 2017      | ф  | Анабель: Створення                   | Annabelle: Creation                           | Семюел Маллінз                 |
| 2017      | с  |                                      | Sunshine                                      | Едді (4 епізоди)               |
| 2017      | с  |                                      | Bad Blood                                     | Віто Ріццуто (6 епізодів)      |
| 2018      | ф  |                                      | Toy Gun                                       | Гаетано Лоллі                  |
| 2018      | с  | Рейк                                 | Rake                                          | Лінус (2 епізоди)              |
| 2017—2019 | с  |                                      | Riviera                                       | Константін Кліос (16 епізодів) |
| 2019      | ф  |                                      | Below                                         | Террі                          |
| 2019      | ф  |                                      | Dark Whispers Vol 1                           | водій                          |
| 2020      | ф  |                                      | Pearl                                         | Джек Волф                      |
| 2020      | с  |                                      | Halifax: Retribution                          | Том Сарацин                    |

### Продюсер, сценарист
| Рік       |     | Українська назва    | Оригінальна назва | Роль                |
| --------- | --- | ------------------- | ----------------- | ------------------- |
| 2004      | ф   | Зимове сонцестояння | Winter Solstice   | виконавчий продюсер |
| 2006      | док |                     | The Away Game     | виконавчий продюсер |
| 2007—2009 | с   | Без сліду           | Without a Trace   | сценарист           |
| 2009      | ф   | Балібо              | Balibo            | продюсер            |